# پیتر گلنویل
پیتر گلنویل (انگلیسی: Peter Glenville؛ ۲۸ اکتبر ۱۹۱۳ – ۳ ژوئن ۱۹۹۶) یک کارگردان اهل بریتانیا بود. 
وی کارگردان فیلم‌هایی همچون بکیت و بهشت همین نزدیکی‌هاست بوده است.